# Championnat d'Amérique du Sud féminin de volley-ball des moins de 18 ans 1998
Navigation
Édition précédente Édition suivante
Le 11e championnat d'Amérique du Sud féminin de volley-ball des moins de 18 ans s'est déroulé en 1998 à Sucre, Bolivie. Il a mis aux prises les six meilleures équipes continentales.

## Équipes présentes
- Argentine
- Bolivie
- Brésil
- Chili
- Pérou
- Venezuela

## Classement final
| Place              | Équipe    |
| ------------------ | --------- |
| Médaille d'or      | Brésil    |
| Médaille d'argent  | Argentine |
| Médaille de bronze | Pérou     |
| 4                  | Venezuela |
| 5                  | Bolivie   |
| 6                  | Chili     |